# Martin Weiss
Martin Weiß (Karlsruhe, 21 febbraio 1903 – Karlsruhe, 30 settembre 1984) è stato un militare tedesco, responsabile del Massacro di Ponary dove furono uccise 100.000 persone.

## Biografia
Nato in una famiglia protestante a Karlsruhe, nel 1934 entrò nelle Reiter SS, branca delle SS entrando a far parte della divisione a cavallo. Nel 1937 prese la tessera del partito nazista. Nel 1939 con l'Invasione della Polonia entrò nella Wehrmacht e con la Campagna di Francia nel 1940 entrò nelle Waffen-SS.
Nell'agosto del 1940 ritornò a Karlsruhe e nel 1941 entrò nell'Einsatzkommando 3, parte degli Einsatzgruppen stanziati a Bad Düben in Sassonia. Nell'ottobre del 1941 venne assegnato al Sicherheitsdienst (Servizi segreti delle SS) e poi alla Sicherheitspolizei (Polizia di Sicurezza) di Vilnius nel Reichskommissariat Ostland, la parte occupata dai nazisti dell'Unione Sovietica conservando questa posizione fino al luglio del 1944.
Dal luglio del 1944 gestì la comunità ebraica di Vilnius occupandosi anche della scelta delle vittime del Massacro di Ponary. Nel ghetto era conosciuto con il nome di "Weiss il nero" (Weiss in tedesco significa "bianco").

## Nel dopoguerra
Nel febbraio del 1950 venne condannato da un tribunale di Würzburg all'ergastolo per aver partecipato all'omicidio di almeno 30.000 ebrei e per sette omicidi individuali. "L'imputato Weiss ... ha agito come l'autorevole spina piena dell'ordine generale di distruggere. Inoltre, ha continuato a prendere una decisione sicura di sé e in inimmaginabile disprezzo per la vita umana riguardo al destino di molte migliaia di ebrei di tutte le età e di tutti i sessi ... ” . Dopo 20 anni, nel 1970, la sua condanna fu sospesa e fu rilasciato nel 1977. Weiß è morto a Karlsruhe nel 1984.